# Céphalhématome
 Mise en garde médicale
Un céphalhématome ou céphalhématocèle est un épanchement de sang sous-périosté au niveau du crâne d'un nouveau-né, c'est-à-dire entre la table osseuse externe du crâne et le périoste par déchirure des veines communicantes du périoste. Il est classé P12.0 dans la classification internationale des maladies (CIM-10) comme lésion du cuir chevelu due à un traumatisme obstétrical.
Un céphalhématome est à distinguer de la bosse séro-sanguine qui est un saignement sous le cuir chevelu et au-dessus du périoste.

## Étymologie
Du grec ancien κεφαλή / képhalè, tête et αιμα / héma qui signifie « sang », et du suffixe ομου / omou qui signifie « ensemble » donc « collection » servant à nommer les tumeurs.

## Épidémiologie
Il survient dans 0,2 à 2,5 % de toutes les naissances,.

## Étiologie
C'est la lésion la plus corrélée à l'utilisation d'une manœuvre instrumentale, en particulier le vacuum extractor ou ventouse.
En 1987, dans une étude sur 10 ans incluant 1 030 nouveau-nés présentant un céphalhématome (soit 2,5 % des naissances), des auteurs ont montré que les céphalhématomes sont augmentés en cas d'extraction instrumentale : + 5,1 % pour un accouchement par forceps et + 22,9 % pour un accouchement par ventouse. L’incidence est encore augmentée en cas d'application d'une électrode de monitoring sur le cuir chevelu. Par ailleurs la prévalence de l'hyperbilirubinémie était supérieure de 12,9 % chez les enfants présentant un céphalhématome.
Une étude plus récente confirme cette corrélation.

## Diagnostic
À l'examen clinique, un céphalhématome ne présente pas d'extension au-delà des sutures et ne déborde donc pas la ligne sagittale : le sang reste confiné par les sutures sous le périoste.
À la palpation, la masse est ferme, bien circonscrite, « pouvant donner au doigt sur sa limite le signe de la "marche d'escalier" ».
Un céphalhématome non compliqué ne présente pas de lésion intra-crânienne associée. Cependant dans une étude de 2 774 nouveau-nés observés pendant une période de 15 mois, 69 d'entre eux, soit 2,49 % présentaient un céphalhématome et sur 64 enfants radiographiés 16, soit 25 %, présentaient une fracture de l'os pariétal siégeant sous le céphalhématome. Par ailleurs, un céphalhématome peut révéler un trouble de la coagulation.

## Évolution
En règle générale, si le céphalhématome est isolé, l'évolution est favorable avec une résorption en quelques semaines.
Parfois l'épanchement sanguin se calcifie ce qui peut nécessiter une intervention chirurgicale ultérieure.
Une ponction ou une effraction du cuir chevelu peut provoquer une infection avec risque d’ostéomyélite et de méningite.